# 아리마정
아리마정(有馬町)은 일본 효고현 아리마군에 설치되었던 정이다. 현재의 고베시 기타구의 일부에 해당한다.